# Dorothea Werneck
Dorothea Fonseca Furquim Werneck (Ponte Nova, 9 luglio 1948) è un'economista e politica brasiliana.

## Biografia
È stata la prima donna a ricoprire la carica di ministro del lavoro in Brasile, nel 1989. È stata, inoltre, ministro dell'Industria e Commercio dal 1995 al 1996. Dal 2011 è Segretario di Stato per lo Sviluppo economico per lo Stato del Minas Gerais.

## Formazione economica
- 1970: laurea all'Università federale di Minas Gerais
- 1972: master in economia alla scuola post laurea della Fundação Getúlio Vargas
- 1975: master in economia al Boston College
- 1975: laurea in economia al Boston College

## Onorificenze
- Ordem Nacional do Mérito Científico; Gran Croce, giugno 1995[4][5]